# アマンダ (バフィーの登場人物)
アマンダ (Amanda) は、アメリカ合衆国のテレビドラマ『バフィー 〜恋する十字架〜』に登場する架空の人物。彼女を演じた俳優はサラ・ヘイガン。

## 略歴
サニーデール高校の生徒。通算126話の『助けて!』でカウンセリングを受けにきた生徒として登場。その後、第134話『秘めたる力』でスレイヤー候補生であることが判明する。最終回の『選ばれし者』でウィローの魔力によりバンパイア・スレイヤーとなるがトルクハンとの戦闘で死亡した。

## 特徴
長身。髪の毛はやや金髪気味の栗色。目の色は淡い茶色。顔は面長。死亡した時はオレンジ色のシャツを着ていた。

## 関連する人物
バフィー・アン・サマーズ
サニーデール高校のカウンセラー。正体はバンパイア・スレイヤー。